# اورتک اینشوشینک
اورتَک اینشوشینَک (به انگلیسی: Urtak-Inshushinak) یا اورتاکی (به انگلیسی: Urtaki) یا اورتاگو (به انگلیسی: Urtagu) یکی از شاهان ایرانی در دورهٔ ایلام بود. 
اورتک اینشوشینک، پس از برادرش هومبان هلتش دوم در پایانِ سپتامبر ۶۷۵پ.م بر تخت نشست. او از ابتدای پادشاهی رابطه خوبی با آشوریان داشت و با آشور روابط بازرگانی برقرار کرد. اما در سال ۶۶۵پ.م پس از آن که آشوربانیپال به مصر یورش برد، اورتک اینشوشینک به میانرودان حمله کرد و تا نزدیکی بابل پیشروی کرد. با این حال پس از نزدیک شدن سپاهیان آشور، به ایلام بازگشت و اندکی بعد درگذشت.
در این دوره اوضاع داخلی ایلام نا به سامان بود . علی رغم سلطنت شاه ، اعضای بلند پایه خاندان سلطنتی از قدرت فراوان برخوردار بودند و گویی چند پادشاه در کشور حکمرانی میکرد . اما اورتاک کمابیش به خوبی از عهده اداره ایلام بر می آمد . گویا وی در زمان اسارحدون روابط خوبی با ایلام داشته ولی بعد از شروع سلطنت آشوربانیپال در 16 سالگی گویا اورتاک فرصت را برای پیش بردن پروژه توسعه قلمرو غربی مناسب دید و سرانجام در سال چهارم سلطنت آشوربانیپال به سرزمین اکد (پیرامون بابل) حمله کرد . آشوربانیپال در این باره می گوید : " هنگامی که روزگار سختی ایلام فرا رسیده بود و گرسنگی همه جا را گرفته بود ، من برای او -اورتَک - غله فرستادم تا مردمش از پای در نیایند . من از او پشتیبانی کردم . از مردم او کسانی را که از روزگار سخت فرار کرده و در آشور ساکن شده بودند ، این مردمی که خودشان را در کشور من زنده نگه داشته بودند ، دوباره نزد او فرستادم . من هرگز در دلم حمله ایلام را گمان نمی کردم و به دشمنی ایلام نیندیشیده بودم . من در درونم تردید داشتم . چون بزرگان او که هوادار صلح بودند ، پیوسته به من نامه می نوشتند . برای اینکه از شاه ایلام بیشتر بدانم پیکی را با شتاب تمام گسیل داشتم . او رفت ، باز آمد و گزارشی قابل اطمینان داد : ایلامی ها مانند دسته های ملخ سراسر اکد را پوشانده اند و به بابل نزدیک می شوند ."

## کتابشناسی
- قشقائی، حمیدرضا، گاهنمای ایلامیان، تهران، اوگان، ۱۳۹۰.
- کامرون، جرج، ایران در سپیده دم تاریخ، ترجمه ی حسن انوشه، تهران، علمی و فرهنگی، ۱۳۷۲.
- مجیدزاده، یوسف، تاریخ و تمدن ایلام، تهران، مرکز نشر دانشگاهی، ۱۳۷۰.
- هینتس، والتر، دنیای گمشده ی ایلام، ترجمه ی فیروز فیروزنیا، تهران، علمی و فرهنگی، ۱۳۷۱.
- Waters, M.W., 2006. A Neo-Elamite royal family. Iranica antiqua, 41, pp.59-70.